# Jessica Pegula
Jessica Pegula (Buffalo, 24. veljače 1994.) američka je tenisačica.
Kći je milijardera, koji se obogatio na prirodnom plinu Terrencea Pegule, vlasnika klubova Buffalo Bills (američki nogomet) i Buffalo Sabres (hokej na ledu). Počela je igrati tenis sa sedam godina, a postala je profesionalna igračica 2009. godine. Majka joj je Koreanka, rođena u Seulu.
Prva iskustva stjecala je na manjim turnirima na ITF Women's Circuit. Kao i mnoge američke tenisačice, također je sudjelovala na sveučilišnim natjecanjima, gdje je predstavljala Sveučilište u Pittsburghu. Godine 2010. dobila je pozivnicu za juniorski turnir na US Openu, ali je izgubila u prvom kolu. Godine 2012., nakon što je stigla do finala velikih ITF turnira u kategoriji od 100.000 dolara u Marseilleu i Vancouveru, uspjela je po prvi put ući među 200 najboljih na svjetskoj ljestvici. Iste godine debitirala je na WTA Touru u Quebecu, gdje je potom kao sretna gubitnica ušla u glavni ždrijeb, ali izgubila na startu od hrvatske tenisačice Petre Martić.
Ozljede su više puta prekidale napredak Amerikanke i tjerale je na dulje stanke u profesionalnom tenisu. Zbog ozljede koljena, Pegula je 2014. igrala samo jedan ITF turnir, gdje je morala odustati tijekom susreta drugog kola. Sljedeće godine vratila se na ITF turneju, ali se brzo uspjela vratiti na svjetsku ljestvicu zahvaljujući zaštićenom poretku koji joj je davao pravo sudjelovanja na većim ITF turnirima. Na US Openu 2015. prvi je put stigla do glavnog ždrijeba nekog Grand Slam turnira i odmah pobijedila u meču prvog kola protiv Alison Van Uytvanck; U drugom kolu tijesno je poražena od Dominike Cibulkove u tri seta. U 2016. nastupila je još tri puta u polufinalu na ITF turneji prije nego što je preko pozivnice u Washingtonu prvi put stigla do polufinala nekog WTA turnira pobjedom protiv Samanthe Stosur.
Nakon operacije kuka, Pegula se tek u kolovozu 2017. uspjela vratiti. Sljedeće godine stigla je do svog prvog WTA finala u Quebecu. Na putu od kvalifikacija do finala, u kojem je izgubila od Pauline Parmentier, pobijedila je među ostalim i drugu nositeljicu Petru Martić. U 2019. uspjela je potvrditi dobru formu iz prethodne godine kada ju je zaustavila Bianca Andreescu u finalu turnira WTA serije Challenger u Newport Beachu, a zatim je stigla i do finala bogatog ITF turnira u Midlandu, ali je izgubila protiv Caty McNally. Unatoč različitim rezultatima u ostatku sezone, doživjela je svoj najveći uspjeh do tada osvojivši svoj prvi WTA naslov u Washingtonu nakon pobjede u dva seta protiv Camile Giorgi. Sljedećeg tjedna Pegula je dosegla svoju najbolju poziciju na svjetskoj rang listi do tada na 55. mjestu.
U siječnju 2020. nastupila je u trećem finalu na WTA Touru u Aucklandu. Nakon što je u prethodnom kolu u tri seta svladala Caroline Wozniacki, izgubila je finale od Serene Williams 3:6 i 4:6.
Slijedećih godina uspjela je doći do četvrfinala Grand Slama: Australian Open (2021., 2022. i 2023) Roland Garros (2022.), US Open (2023.) i Wimbledon (2023.), a najveći uspjeh na Grand Slam turnirima je finale US Opena 2024. godine.
Do rujna 2024. osvojila 6 WTA turnira, a najbolji plasman bilo je 3. mjesto na WTA ljestvici u listopadu 2022.
Udala se za Taylora Gahagena 2021. godine.